# Радостово (Ольштинський повіт)
Радостово (пол. Radostowo, нім. Freudenberg) — село в Польщі, у гміні Єзьорани Ольштинського повіту Вармінсько-Мазурського воєводства.
Населення — 608 осіб (2011).
У 1975-1998 роках село належало до Ольштинського воєводства.

## Демографія
Демографічна структура станом на 31 березня 2011 року:
|          | Загалом | Допрацездатний вік | Працездатний вік | Постпрацездатний вік |
| -------- | ------- | ------------------ | ---------------- | -------------------- |
| Чоловіки | 320     | 78                 | 216              | 26                   |
| Жінки    | 288     | 58                 | 173              | 57                   |
| Разом    | 608     | 136                | 389              | 83                   |